# Église Notre-Dame-de-l'Assomption de Saint-Martin-Vésubie
L'église Notre-Dame-de-l'Assomption est une église de style baroque du XVIIe siècle dédiée à Notre-Dame de l'Assomption à Saint-Martin-Vésubie dans les Alpes-Maritimes.

## Historique
Il préexistait à l'église actuelle un édifice antérieur, connu au XIIe siècle, à l’origine de la fondation du village. Il ne reste aujourd'hui de ce bâtiment qu’une tête de colonne, précédée par deux têtes anthropomorphes triangulaires « romanes », sur l’arête nord-ouest à la base du clocher.
Les moines de l'abbaye Saint-Dalmas de Pedona avaient entrepris de construire au VIIIe siècle le sanctuaire de la Madone de Fenestre au col de Fenestre, passage d'une route commerciale importante entre le Piémont et les ports de la Méditerranée. Cette même abbaye avait fondé le prieuré Saint-Nicolas d'Anduébis à Saint-Martin-Vésubie mentionné en 1067. La haute vallée de la Vésubie était une seigneurie de la famille Garac, branche de la famille de Castellane-Thorame, mentionnée en 1067 comme possédant le château de Venanson. C'est cette famille qui aurait fondé au confluent des vallons du Boréon et de Fenestres une église dédiée à saint Martin et l'aurait confiée au  monastère Saint-Dalmas. Le sanctuaire de la Madone de Fenestre a été repris par les templiers, probablement vers 1147, et l'a conservé jusqu'à leur arrestation en 1308. L'ordre du Temple s'était installé à Nice vers 1135 avec l'aide de l'évêque de Nice Pierre. Les templiers ont probablement possédé l'église paroissiale de Saint-Martin-Vésubie. Mais certains historiens ont émis des doutes en absence de documents. Cette présence aurait pu être dû à l'appui des templiers aux comtes de Provence pendant leur conflit avec les anciennes familles seigneuriales de la Provence orientale et après que Romée de Villeneuve ait soumis la famille seigneuriale de Venanson entre 1235 et 1241. Le 6 mai 1271, Pierre de Tournefort, de la famille des comtes de Vintimille, rend hommage pour une part du fief de Saint-Martin. En 1297 il a été inféodé du fief de Venanson. C'est à partir de la seconde moitié du XIIIe siècle et au XIVe siècle que Saint-Martin va connaître un essor important avec la construction d'une enceinte fortifiée.
Un autre édifice a dû être construit à la fin de la période gothique, entre le XIVe siècle et le XVIe siècle. Un incendie a détruit les deux tiers de Saint-Martin de Lantosque le 25 juillet 1470. Cet édifice a été entièrement repris et modifié au XVIIe siècle comme l'indique la date de 1694 donnant l'achèvement de cette transformation et qui se trouve sur la façade de l'église. Le clocher carré avec sa flèche de pierre a un style médiéval mais n'est pas antérieur au XVIIe siècle. Le style de la décoration intérieure peut être rapproché de celui de l'architecte niçois Jean-André Guiberto (ou Guibert).
L'édifice est inscrit au titre des monuments historiques le 17 septembre 1997.

## Architecture

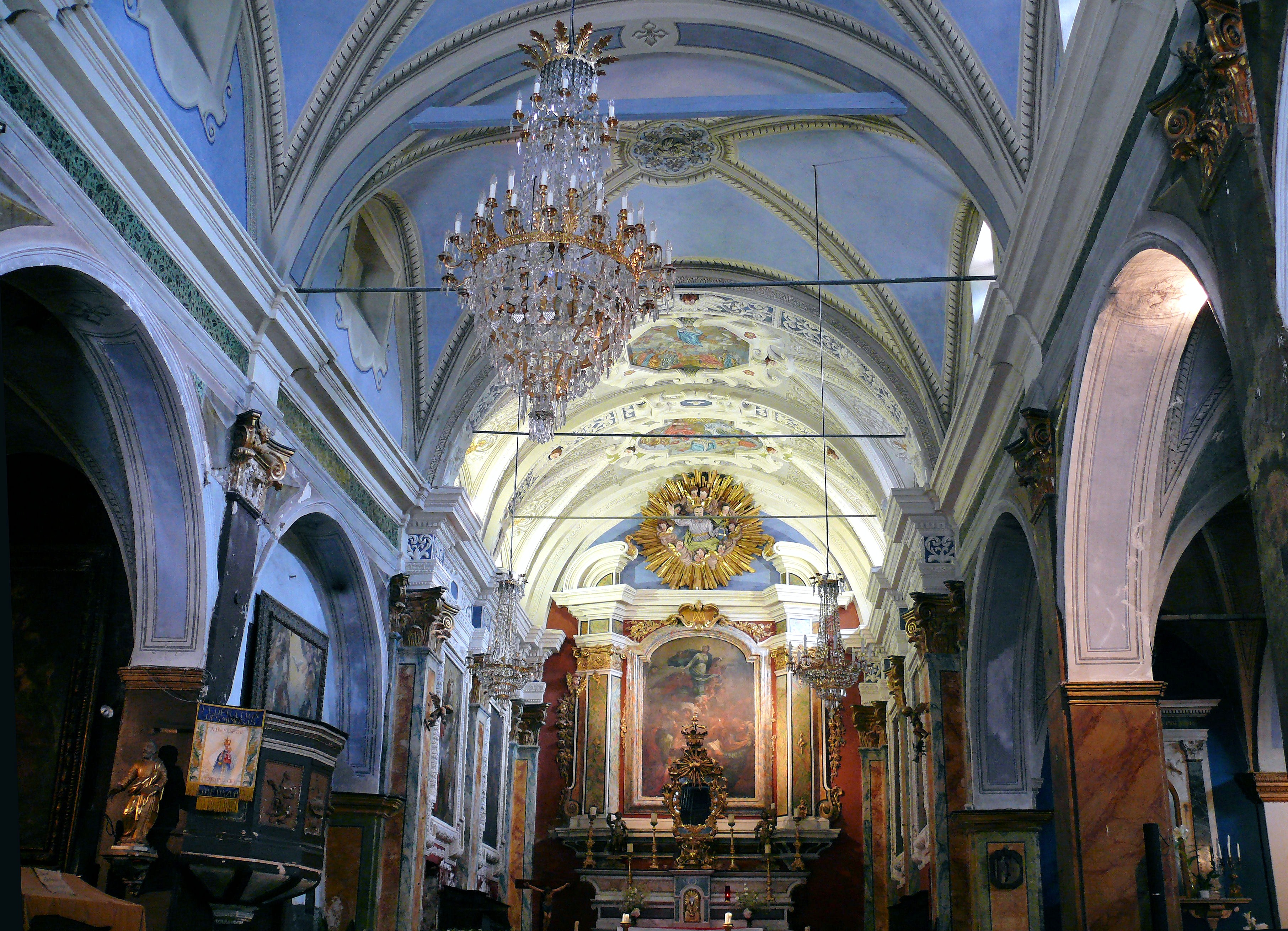
La nef centrale

L'église est un édifice à trois nefs de plan barlong.
La façade est de style baroque percée d'un œil de bœuf. Elle est inspirée des églises romaines, mais à la différence des églises baroques qui sont à deux étages, l'église de Saint-Martin n'en a qu'un seul. Des pilastres à chapiteaux ioniques de l'ordre colossal rythment la façade. Elle a été modifiée au XIXe siècle.
La nef et les collatéraux se développent sur quatre travées. La nef est prolongée par les deux travées du chœur. La couverture de la nef est en voûte d'arêtes.

## Mobilier

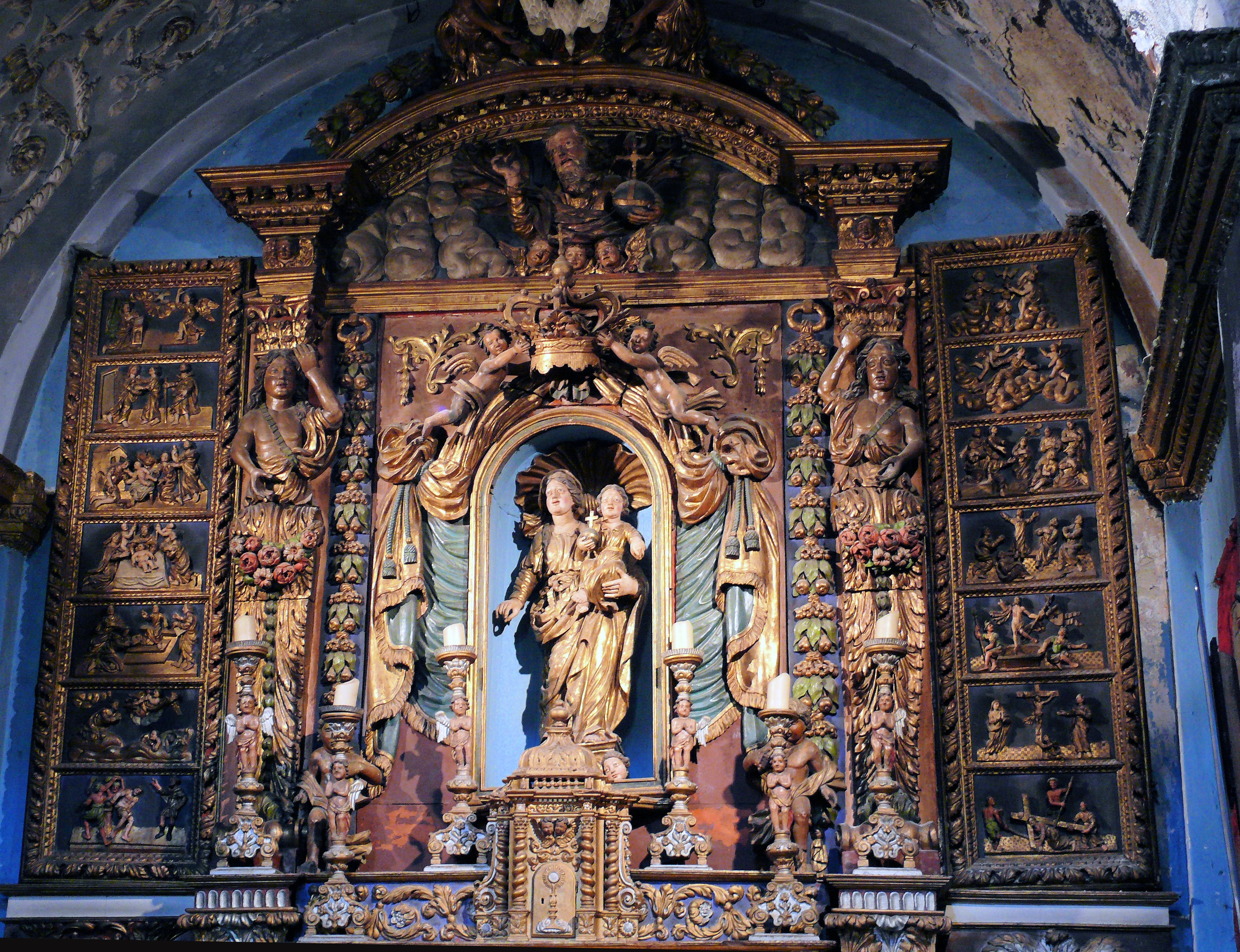
Retable du Rosaire

Chaque hiver, la statue de la Madone de Fenestre est descendue du sanctuaire dans l'église pour y être remontée au preintemps. Cette statue est en bois de cèdre du Liban. L'origine de cette sculpture est discutée : menée par les moines de l'abbaye Saint-Dalmas au VIIIe siècle, ou par les Templiers au XIIe siècle. Une copie a été réalisée pour la famille Cagnoli et est exposée dans la chapelle centrale de droite.
L'église possède quatre peintures de panneaux latéraux ayant appartenu à un retable aujourd'hui disparu représentant saint Pierre, saint Martin, saint Jean et sainte Pétronille. Ces peintures sont attribuées à Louis Bréa. Ces peintures ont dû être réalisées vers 1500. Ces peintures sont exposées dans la sacristie.
Dans la chapelle latérale des Gubernatis se trouve le retable du Rosaire avec des effigies de saint Dominique et de sainte Catherine de Sienne réalisé en 1697.
L'église possède des peintures copies de chefs-d'œuvre italiens : La fuite en Égypte se trouvant dans la chapelle du collatéral droit précédant le chœur, La mort de saint Joseph dans la deuxième chapelle du même collatéral.
Les cloches sont de 1687,